# Oleg Pantiuchow
Oleg Iwanowicz Pantiuchow, ros. Олег Иванович Пантюхов (ur. 13 marca?/25 marca 1882 w Kijowie, zm. 25 października 1973 w Nicei) – rosyjski wojskowy (pułkownik), założyciel rosyjskiego ruchu skautowskiego, pisarz.
W 1899 r. ukończył korpus kadetów w Tyflisie, zaś w 1901 r. pawłowską szkołę wojskową. Służył w lejbgwardii 1 Batalionu Strzeleckiego w Carskim Siole. Po zapoznaniu się z rosyjskim przekładem książki pt. „Scouting for Boys”, założyciela ruchu skautowskiego Roberta Baden-Pawella, latem 1910 r. zorganizował w Carskim Siole jedną z pierwszych rosyjskich drużyn skautów. W grudniu tego roku w Sankt Petersburgu spotkał się z R. Baden-Powellem, który odwiedził Rosję, po czym latem 1911 r. odbył podróż po Europie, wizytując zagraniczne organizacje skautowskie. Efektem podróży było napisanie książek pt. „Pamiatka Junogo Razwiedczik”, a następnie „W gostiach u Boj-skautow”. W 1913 r. wyszła jego kolejna publikacja pt. „Sputnik skauta”. W 1914 r. utworzył Wszechrosyjskie Stowarzyszenie „Russkij Skaut”. Od maja 1915 r. brał udział w I wojnie światowej. Wkrótce odznaczono go Orderem św. Jerzego. We wrześniu 1916 r. został ranny. Leczył się w szpitalu w Jałcie. W listopadzie tego roku wybrano go przewodniczącym miejscowego oddziału Związku Kawalerów Gieorgijewskich. Latem 1917 r. powrócił na front. W stopniu pułkownika miał objąć dowództwo 29 Syberyjskiego Pułku Strzeleckiego, ale po spotkaniu z członkami pułkowego komitetu żołnierskiego odmówił. Został komendantem 3 szkoły praporszczików w Moskwie. W wyniku wybuchu rewolucji bolszewickiej wyjechał do Jałty. Opowiedział się po stronie Białych. Wiosną 1919 w Nowoczerkasku uczestniczył w zjeździe działaczy i instruktorów skautowskich południa Rosji, na którym został wybrany starszym skautem rosyjskim. W lutym 1920 r. wyemigrował do Turcji, gdzie w Konstantynopolu utworzył drużynę rosyjskich skautów. W listopadzie tego roku ogłosił zjednoczenie wszystkich zagranicznych rosyjskich drużyn skautowskich w ramach nowo założonej Organizacji Rosyjskich Skautów za Granicą. W sierpniu 1922 r. stanął na jej czele. Jesienią 1922 r. wyjechał do USA, gdzie zamieszkał w Nowym Jorku. W listopadzie 1924 r. utworzył Narodową Organizację Skautów Rosyjskich. W listopadzie 1942 r. utworzył Narodową Organizację Rosyjskich Wywiadowców. Od 1954 r. żył we Francji.